# Willem Linnig le Jeune
 (novembre 2019).
Willem Linnig, dit le Jeune ou Junior, pour le distinguer de son père Willem Linnig l'Ancien (en), né le 20 août 1842 à Anvers et mort le 3 septembre 1890 dans sa ville natale, est un dessinateur, peintre et graveur belge.

## Biographie
Willem Linnig naquit dans une famille douée pour la peinture, son père Willem Linnig l'Ancien (en), qui fut son premier maître, et ses deux oncles Jozef Linnig (en) et Égide Linnig étaient des artistes talentueux.
À côté de cette formation familiale, il suivit aussi les leçons de l'Académie des beaux-arts d'Anvers.
Il répondit à l'appel du grand-duc Charles-Alexandre et accepta d'enseigner avec Alexandre Struys à l'École des beaux-arts de Weimar où ils restèrent ensemble jusqu'en 1882 mais la quittèrent avec fracas pour cause de non payement d'œuvres commandées pour le château de la Wartbourg.
Il était particulièrement estimé comme peintre de genre, même si son talent le portait parfois vers des compositions de scènes fantastiques où évoquant les temps passés. Il était également un excellent aquafortiste, comme le démontre sa gravure La démolition de la vieille enceinte d'Anvers de 1865.